# Antoinette Sibley
Pour les articles homonymes, voir Sibley.
Antoinette Sibley, née le 27 février 1939 est une danseuse étoile britannique. Elle rejoint la Royal Ballet School, puis le Royal Ballet en 1956 et devient soliste en 1960. Elle est célèbre pour son partenariat avec Anthony Dowell. Après sa retraite de la scène en 1989, elle devient présidente de la Royal Academy of Dance (en) en 1991,, et coach invitée au Royal Ballet en 1991 et administratrice du Royal Ballet Board en 2000.

## Les premières années
Antoinette Sibley est née à Bromley dans la banlieue londonienne, fille d'Edward G. Sibley et de sa femme Winifred, née Smith. Elle a fait ses études aux Arts Educational Schools et à la Royal Ballet School. Sa première apparition sur scène est dans Swan Lake en janvier 1956, alors qu'elle est encore étudiante. En juillet de la même année, elle rejoint la compagnie du Royal Ballet.
À l'origine, Antoinette Sibley tient des petits rôles comme celui d'une amie de Swanhilda dans Coppélia et Le Petit Chaperon rouge dans La Belle au bois dormant. Joan Lawson dans The Dancing Times a écrit sur la danse de Sibley « des qualités lyriques et une ligne magnifiquement fluide ». Le 21 mars 1959, Ninette de Valois, directrice artistique du Royal Ballet, permet à Sibley d'entreprendre son premier grand rôle, lors d'une matinée au Royal Opera House. Sibley est choisie comme Swanhilda dans Coppélia. En 1959, Sibley a la chance d'être encadrée par l'une des plus grandes ballerines du vingtième siècle, Tamara Karsavina. Karsavina dit à Sibley : « Pour tirer pleinement parti des battements frappés, nous devons entraîner nos muscles à réagir rapidement. Cela signifie que le dégagé doit être net et de la nature d'un “hit out” ».
Le 24 octobre 1959, Sibley est inopinément autorisée à danser le rôle principal dans Le Lac des cygnes en partenariat avec le danseur principal, Michael Somes (en). Des tournées aux États-Unis et en Union soviétique suivent rapidement. Natalia Roslavleva écrit dans The Ballet Annual à propos de Sibley et du Royal Ballet lorsqu'elle danse à Moscou : « Un charme juvénile, une bonne technique et des personnalités attachantes font partie du travail de ces danseurs. Pour devenir grands, ils devront investir beaucoup de sueur et de larmes dans le développement d'une mise en scène mature ».

## Carrière
L'un des premiers rôles importants de Sibley est dans Jabez and the Devil  en 1961, chorégraphié par Alfred Rodrigues (en), qui est l'un des premiers à reconnaître ses talents. Elle danse pour la première fois le rôle d'Aurora dans La Belle au bois dormant, le 27 décembre 1961, en partenariat avec John Gilpin. La représentation est saluée : « Son Aurora, déjà enchanteresse, promet d'être pour sa génération ce que celle de Fonteyn avait été pour la mienne ». En 1964, The Dream de Frederick Ashton, d'après, Le Songe d'une nuit d'été de William Shakespeare, est créé pour Sibley et le prometteur Anthony Dowell. Ashton choisi Sibley pour le rôle de Titania et Dowell dans celui d'Oberon. David Vaughan écrit « que la production était sûre d'avoir une place dans l'histoire du ballet contemporain, ne serait-ce que parce qu'elle a initié un nouveau partenariat, Sibley et Dowell, qui devait devenir le deuxième derrière Fonteyn et Noureev dans l'estime populaire ». En écrivant sur la performance de Sibley, Vaughan a commenté : « Personne n'a réussi à imiter la rapidité de Sibley et son imitation d'une créature à moitié sauvage, ni la fluidité soyeuse du phrasé de Dowell  ».
Sibley est renommée au Royal Ballet pour ses représentations dans Roméo et Juliette de Kenneth MacMillan. Elle danse également les rôles majeurs d'Odette et Odile dans Le Lac des cygnes, le rôle-titre dans Giselle et Aurora dans La Belle au bois dormant. D'autres rôles sont  joués dans les ballets d'Ashton, Symphonic Variations (1963) et Daphnis et Chloé, Dances at a Gathering (en) et Afternoon of a faun de Jerome Robbins. Sibley est également la ballerine que MacMillan choisit pour créer le rôle principal dans Histoire de Manon en 1974.
Parmi les autres ballets dans lesquels Sibley créé des rôles figurent Monotones (1966), Jazz Calendar (1967), Enigma Variations (1968), Anastasia (1971), Triad (1972), Fleeting Figures,, L'Invitation au voyage, et Varii Capricci de Frederick Ashton en 1983. Dans The Guardian, Mary Clarke déclare lorsque Sibley annonce sa retraite pour la première fois : « D'autres danseurs hériteront des rôles de ballerine mais une petite création d'Ashton est celle de Sibley pour toujours. Personne n'a, personne n'atteindra jamais le cœur de Dorabella dans Enigma Variations comme Sibley l'a fait. Il y a eu d'autres Reine des cygnes, Aurora et Giselle, mais pour quiconque a vu danser Sibley, il n'y a qu'une seule Dorabella ».

## Retraite
Sibley annonce sa retraite en 1979, mais est persuadée de revenir. Elle prend finalement sa retraite en 1989, après des mois de lutte contre les blessures. Elle suit les conseils de Karsavina qui lui avait dit : « quitte la scène avant que la scène ne te quitte ». À la retraite, elle est devenue présidente de la Royal Academy of Dance (en) en 1991, et coach invitée au Royal Ballet en 1991 et administratrice du Royal Ballet Board en 2000. Il y a maintenant, une école de ballet qui porte son nom à la Francis Holland School Sloane Square où une nuit lui a été consacrée et plusieurs portraits d'elle, dansant dans La Belle au bois dormant, Afternoon of a Faun  et Scènes de ballet, sont accrochés dans l'école de ballet.

## Vie privée
De 1964 à 1973, Sibley est mariée avec le danseur Michael Somes. Après leur divorce, en 1974, elle épouse le banquier londonien Richard Panton Corbett, d'une famille de propriétaires terriens de Longnor, qui ont changé change leur nom de Plymley en 1804 pour hériter du domaine de leurs parents, les baronnets Corbet. Ils ont un fils et une fille. Il est décédé le 17 mai 2021 à l'âge de 83 ans.

### Iconographie
- (en) « Huile sur toile d'Howard J. Morgan, 1993 », sur www.npg.org.uk (consulté le 10 novembre 2021) National Portrait Gallery.